# Tadashi Yanai
Tadashi Yanai (柳井 正, Yanai Tadashi), né le 7 février 1949 à Ube( Japon), dans le sud du Japon, est un homme d'affaires japonais milliardaire. Il est connu pour être le patron d’Uniqlo, J Brand, Theory, Princesse tam tam et Comptoir des Cotonniers. Il est la 31e personne la plus riche du monde selon Forbes, et l'homme le plus riche du Japon, avec l'équivalent de 29 milliards de dollars.

## Biographie
Yanai naît à Ube en février 1949, où son père a fondé l'entreprise familiale de vêtements pour hommes. Il effectue sa scolarité au lycée d'Ube, puis est admis à l'Université Waseda. Il obtient en 1971 son diplôme d'économie et de science politique. 
À la sortie de l'université, il fonde une entreprise de vente d'ustensiles de cuisine et de vêtements pour hommes dans un centre commercial. Il abandonne ce projet au bout d'un an pour rejoindre le commerce de son père, tailleur. 
C'est en 1963 que son père, Hitoshi Yanai, crée la société Ogori Shoji, qui deviendra plus tard Fast Retailing, la société à laquelle appartient notamment Uniqlo.  
Tadashi Yanai ouvre en 1984 à Hiroshima le premier point de vente de Unique Clothing Warehouse, Uniqlo (et non Uniclo comme il était prévu, à cause d'une erreur de transcription administrative).

## Fortune
Selon le magazine Forbes, Tadashi Yanai est l'homme le plus riche du Japon en 2009 et 2010,. En 2009, il est la personne la plus riche du Japon avec une fortune estimée à 24,8 milliards de dollars (environ 22,1 milliards d'euros). 